# 민주주의 지수
민주주의 지수는 민주주의의 정도를 측정한 지수이다.

## 종류
- 디 이코노미스트 민주주의 지수
- V-Dem 민주주의 지수
- 민주주의-독재 지수

## 같이 보기
- 언론 자유 지수
  - 국경없는 기자회
- 이코노미스트
- 부패 인식 지수
  - 국제 투명성 기구
- 벤하넨 지수
- 지니 계수
- 인간 개발 지수